# TRIBAY CAPITAL
TRIBAY CAPITAL株式会社（トライベイキャピタル、英: TRIBAY CAPITAL K.K.）は、日本の投資会社である。本社を東京都千代田区に置く。
投資管理、企業コンサルティング、事業開発を手掛けている。また、国内での投資の他シンガポール、香港、フィリピンに拠点を持ち、グローバルな投資活動を行っている。
代表取締役は三浦清志。本部所在地は東京都千代田区で、妻の三浦瑠麗が代表取締役を務める山猫総合研究所と同じビルに入居している。

## 沿革
- 2014年（平成26年）7月 - 設立[1]。
- 2021年（令和3年）
  - 7月 - 関連会社の株式会社トライベイを設立[1]。
  - 9月 - ゴールドマン・サックス証券をアレンジャーとして5億円のグリーンボンドを発行し、2022年までに出力50キロワット未満の「低圧」太陽光発電所を50カ所開発する資金に充てることが報道される[3]。再生エネ投資を手掛ける香港のグリーン・トランジション・パートナーズと提携し、今後3年で合計出力20万キロワットの太陽光発電を新たに開発する計画。
- 2023年（令和5年）3月7日 - 管理などを任されていた会社の預金口座からTRIBAY CAPITALの債務弁済に充てる目的で計4億2千万円を振り込ませたとして、三浦清志が業務上横領容疑で東京地方検察庁特別捜査部に逮捕された[4]。同月27日に三浦が業務上横領罪で起訴された[5]。
- 2025年（令和7年）1月14日 - 前代表の三浦が東京地方裁判所から業務上横領罪で懲役6年の実刑判決を言い渡された[6]。

## 役員
- マネージング・ディレクター
  - 日本オフィスヘッド - 三浦清志
  - シンガポールオフィスヘッド - エリック・プリングトン

## 関連会社
日本
- 株式会社トライベイ - 再生可能エネルギー資産の開発・建設・管理など
- 東日本エネルギー開発合同会社 - 中小再生可能エネルギー資産の保有など
- 合同会社SANNO - 中小再生可能エネルギー資産の保有など
- SAKECAPITAL株式会社 - 日本酒の輸出、業界へのコンサルティングなど
- TRIBAY WEALTHTECH株式会社 - 排出権取引など
- 一般社団法人デジタルエミッション - 再生可能エネルギー資産の管理など

海外
- Tribay Asset Holdings PTELTD（シンガポール）
- Tribay Engineering PTE LTD（シンガポール）
- Digital Emissions PTE LTD（シンガポール）
- Wealthtech Global Limited（香港）
- Japan Mindanao Friendship Farm（フィリピン）